# Cesira Ferrani
Cesira Ferrani (née Cesira Zanazzio le 8 mai 1863 à Turin et décédée le 4 mai 1943 à Pollone) est une cantatrice italienne soprano.
Elle participe à la création de Manon Lescaut en 1893 et de La Bohème en 1896.